# Medalha por Distinção na Guarda da Fronteira Estatal
A Medalha "Por Distinção na Guarda da Fronteira Estatal" (em russo: Медаль «За отличие в охране государственной границы»; romaniz.: Medalʹ "Za otlichie v okhrane gosudarstvennoy granitsy") é uma condecoração estatal da Rússia, instituída pelo Decreto Presidencial nº 442 de 2 de março de 1994.
Ela é concedida a militares do Serviço Federal de Segurança (FSB) e a outros cidadãos russos por méritos na proteção das fronteiras nacionais. Até 2014, mais de 5 mil pessoas haviam sido condecoradas com essa medalha.
A medalha é a sucessora direta da condecoração soviética "Por Distinção na Guarda da Fronteira Estatal da URSS", criada em 1950. Versões semelhantes da medalha também existem nos sistemas de premiação de Belarus e Cazaquistão.

## História

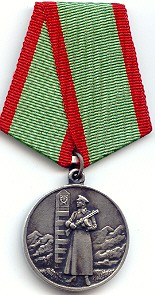
Medalha "Por Distinção na Guarda da Fronteira Estatal da URSS"

Por decreto do Presidium do Soviete Supremo da URSS de 13 de julho de 1950, foi instituída a medalha “Por Distinção na Guarda da Fronteira Estatal da URSS”. Ela destinava-se a condecorar militares das tropas de fronteira, bem como outros militares e cidadãos soviéticos por méritos demonstrados na proteção das fronteiras do país. O desenho da medalha foi elaborado pelo artista P. M. Vremenko. Segundo o pesquisador e candidato em ciências jurídicas M. A. Rogov, a medalha tinha ligação direta com os órgãos de assuntos internos, já que, entre 1953 e 1957, as tropas de fronteira faziam parte da estrutura do Ministério de Assuntos Internos da URSS.
Em 25 de dezembro de 1991, por lei adotada pelo Soviete Supremo da república, a RSFSR foi renomeada como Federação Russa. Em 26 de dezembro de 1991, a URSS deixou de existir, e a Rússia emergiu como estado independente. Em 21 de abril de 1992, o Congresso dos Deputados do Povo da Rússia aprovou a mudança de nome, introduzindo emendas na Constituição da RSFSR, que entraram em vigor em 16 de maio de 1992, com sua publicação. Por decreto do Presidium do Soviete Supremo da Federação Russa de 2 de março de 1992, nº 2424-1, foi decidido que, até a aprovação de uma nova lei sobre condecorações estatais, alguns distintivos existentes na URSS seriam mantidos no sistema de premiações da Rússia, entre eles a medalha “Por Distinção na Guarda da Fronteira Estatal da URSS”; a inscrição “URSS” («СССР»; "SSSR") no verso da medalha foi removida.
Por decreto presidencial russo nº 442 de 2 de março de 1994, “Sobre as Condecorações Estatais da Federação Russa”, foi instituída a medalha “Por Distinção na Guarda da Fronteira Estatal”, junto com outras condecorações. Ela se tornou a sucessora direta da medalha soviética de mesmo nome. A aparência da medalha e seu regulamento passaram por algumas modificações.
O estatuto da medalha “Por Distinção na Guarda da Fronteira Estatal” foi alterado diversas vezes, em especial pelos decretos presidenciais de 6 de janeiro de 1999, 19 de novembro de 2003 e 7 de setembro de 2010.

## Estatuto

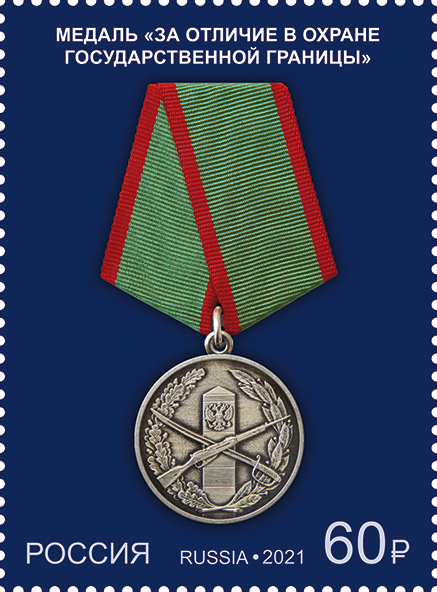
A medalha em selo postal russo de 2021

Conforme o regulamento do prêmio, aprovado pelo Decreto do Presidente da Federação Russa de 7 de setembro de 2010, nº 1099, “Sobre medidas para o aperfeiçoamento do sistema estatal de premiação da Federação Russa”, a medalha é concedida a militares dos órgãos do Serviço Federal de Segurança, de outros órgãos estatais federais envolvidos na proteção da fronteira estatal da Federação Russa, bem como a cidadãos da Federação Russa:
- por feitos de combate e méritos especiais na proteção da fronteira estatal da Federação Russa;
- por bravura e abnegação demonstradas em ações de combate durante a detenção de violadores da fronteira estatal da Federação Russa;
- pela liderança habilidosa de ações de combate por parte da patrulha de fronteira na defesa da inviolabilidade da fronteira estatal da Federação Russa;
- por elevada vigilância e ações proativas que resultaram na detenção de violadores da fronteira estatal da Federação Russa;
- pelo serviço irrepreensível na proteção da fronteira estatal da Federação Russa;
- por auxílio ativo aos órgãos do Serviço Federal de Segurança em suas atividades de proteção da fronteira estatal da Federação Russa.[10]

A concessão da medalha “Por Distinção na Guarda da Fronteira Estatal” pode ser feita postumamente.
A medalha é usada no lado esquerdo do peito e, na presença de outras medalhas da Federação Russa, posiciona-se após a medalha “Por Distinção na Proteção da Ordem Pública”. Desde 2011, “para ocasiões especiais e possível uso cotidiano”, está previsto o uso de uma cópia miniaturizada da condecoração, que se posiciona após a miniatura da medalha “Medalha “Por Distinção na Proteção da Ordem Pública”.
Quando usada com uniforme, a fita da medalha é colocada após a fita da medalha “Por Distinção na Proteção da Ordem Pública”.

## Descrição

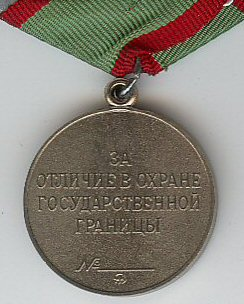
Reverso da medalha

A medalha “Por Distinção na Guarda da Fronteira Estatal” é feita de prata. Tem formato circular, com 32 mm de diâmetro, e apresenta bordas em relevo em ambos os lados.
No anverso da medalha, há a imagem de um fuzil cruzado com uma espada sobre o fundo de um marco de fronteira. Ao redor, há uma guirlanda composta metade por ramos de carvalho e metade por ramos de louro. No reverso, encontra-se a inscrição em relevo: “POR DISTINÇÃO NA GUARDA DA FRONTEIRA ESTATAL” (em russo: «ЗА ОТЛИЧИЕ В ОХРАНЕ ГОСУДАРСТВЕННОЙ ГРАНИЦЫ»; «ZA OTLICHIE V OKHRANE GOSUDARSTVENNOY GRANITSY»). Abaixo da inscrição, é gravado o número da medalha.
A medalha é presa por uma argola a uma base pentagonal coberta com fita de moiré de seda na cor verde, com listras vermelhas nas bordas. A fita tem 24 mm de largura, e cada listra vermelha mede 3 mm.
Quando usada com uniforme, a medalha é representada por uma barreta com 8 mm de altura e 24 mm de largura. A miniatura da medalha, com 16 mm de diâmetro, é usada sobre uma pequena base.

## Premiados
Segundo a revista Kommersant Vlast, em março de 2014, mais de 5 mil pessoas haviam sido condecoradas com a medalha “Por Distinção na Guarda da Fronteira Estatal”. A legislação não prevê benefícios especiais para os agraciados, nem permite concessão repetida ou póstuma da medalha.
A primeira outorga ocorreu em 11 de abril de 1994. Por decreto do presidente Boris Iéltsin, “pela organização eficaz e serviço irrepreensível na proteção das fronteiras estatais”, 158 militares das tropas de fronteira foram condecorados. Entre eles estava o tenente-general Nikolai Bordyuzha, que em 1998 assumiu a chefia do Serviço Federal de Fronteiras, e mais tarde ocupou os cargos de secretário do Conselho de Segurança e chefe da Administração Presidencial da Rússia.
Como destacou a revista Kommersant Vlast, a maioria dos condecorados são militares do Serviço de Fronteiras do FSB da Rússia. No entanto, há também civis entre os agraciados — como o ex-governador do Krai de Stavropol (1996–2008), Aleksandr Chernogorov, e o ex-chefe da administração do Okrug Autônomo de Aga Buriácia (1997–2008), Bair Jamsuev. Eles receberam a medalha, respectivamente em 1998 e 2005, “pela ajuda ativa às tropas de fronteira na proteção da fronteira estatal”. Curiosamente, o Krai de Stavropol não faz fronteira com outros países, assim como não fazia o Okrug Autônomo de Aga, que deixou de existir em 2008.

## Prêmios semelhantes

### Bielorrússia

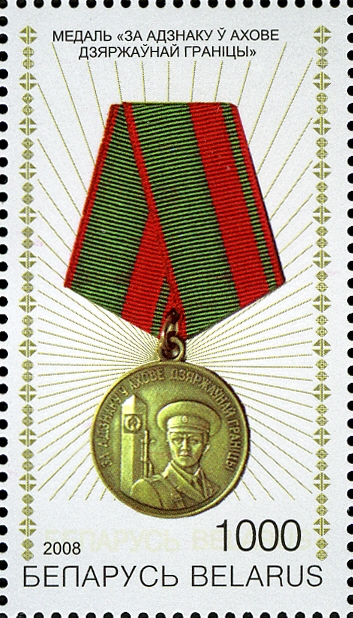
Medalha “Por Distinção na Guarda da Fronteira Estatal” do sistema de premiações da Bielorrússia em selo postal de 2008

A Medalha “Por Distinção na Guarda da Fronteira Estatal” (em bielorrusso: Медаль «За адзнаку ў ахове дзяржаўнай граніцы»; romaniz.: Medalʹ "Za adznaku ŭ akhove dziaržaŭnaj hranicy"), com aparência semelhante à condecoração russa, também integra o sistema de premiações da Bielorrússia. Foi instituída em 13 de abril de 1995 pela Lei da República da Bielorrússia nº 3726-XII “Sobre as condecorações estatais da República da Bielorrússia”.
De acordo com seu estatuto, a medalha é concedida a militares das tropas de fronteira, bem como a outros militares e civis:
- por coragem e abnegação demonstradas na detenção de violadores da fronteira estatal;
- por feitos e méritos especiais na proteção da fronteira;
- por liderança habilidosa de ações de combate da patrulha de fronteira na proteção da inviolabilidade da fronteira;
- por elevada vigilância e ações proativas que resultaram na detenção de violadores;
- por apoio ativo às tropas de fronteira em sua missão de proteção da fronteira estatal.

### Cazaquistão
No Cazaquistão, a Medalha “Por Distinção na Guarda da Fronteira Estatal” (em cazaque: Шекараны үздік күзеткені үшін медалі; romaniz.: Shekarany ūzdik kūzetkeni ūshin medali) é uma condecoração ministerial do Comitê de Segurança Nacional da República do Cazaquistão. Ela foi criada pelo Decreto do Presidente da República do Cazaquistão nº 882, de 27 de maio de 2002, “Sobre algumas questões de símbolos e condecorações ministeriais dos órgãos de segurança nacional da República do Cazaquistão”.

Conforme o estatuto da condecoração, é concedida a militares dos órgãos de segurança nacional do país, bem como a cidadãos, inclusive estrangeiros, que tenham prestado serviços relevantes na proteção da fronteira estatal da república.